# 5300 Sats
Az 5300 Sats (ideiglenes jelöléssel 1974 SX1) a Naprendszer kisbolygóövében található aszteroida. Ljudmila Ivanovna Csernih fedezte fel 1974. szeptember 19-én.